# کرمنتس (بلغارستان)
کرمنتس (به بلغاری: Kremenets) یک منطقهٔ مسکونی در بلغارستان است که در شهرستان مومچیلگراد واقع شده‌است.